# 120 minutes pour sauver le monde
120 minutes pour sauver le monde est un roman d'anticipation de l'écrivain Peter George, publié à l'origine en 1958 sous le titre Two Hours to Doom (rebaptisé Red Alert).
Traduit en France par Fayard en 1959, le livre a inspiré le film Docteur Folamour ou : comment j'ai appris à ne plus m'en faire et à aimer la bombe (1964) de Stanley Kubrick. Ce dernier s'écarte néanmoins légèrement du roman, car son adaptation est une comédie noire.

## Historique de la publication et thématique
À l'origine publié au Royaume-Uni sous le titre Two Hours to Doom — où l'auteur Peter George utilise le pseudonyme de « Peter Bryant » —, 120 minutes pour sauver le monde traite d'une menace de guerre nucléaire en tant que menace apocalyptique et de la façon étonnamment facile d'en arriver à ce point.
Ce genre de fiction ayant émergé à la fin des années 1950, ce roman est un bon exemple de l'anticipation, tout comme On the Beach (1957) de Nevil Shute.
Les romanciers Eugene Burdick (en) et Harvey Wheeler (en) eurent postérieurement du succès avec Fail-Safe (en), un ouvrage si proche du concept de 120 minutes pour sauver le monde que Peter George portera l'affaire en justice pour plagiat.

## Résumé
Souffrant d'un trouble délirant, un général de l'United States Air Force (USAF) décide de faire du monde un meilleur endroit où vivre en lançant une attaque nucléaire surprise sur l'URSS, depuis la base aérienne de Sonora au Texas où se situe son commandement du Strategic Air Command.
Le général attaque avec l'intégralité de sa flotte de bombardiers stratégiques B-52 Stratofortress, chaque avion étant armé de deux bombes nucléaires et protégé par des nouvelles contre-mesures électroniques contre les perturbations que pourraient tenter les Soviétiques.
Quand le président des États-Unis et son gouvernement prennent connaissance de l'attaque en cours, ils aident la défense soviétique à intercepter les bombes. Mais cela n'a que peu d'effet car les Soviétiques ne parviennent qu'à détruire deux bombardiers au total, et à en endommager un seul, l’Alabama Angel, qui poursuit sa route vers sa cible.